# Canthon velutinus
Canthon velutinus là một loài bọ cánh cứng trong họ Bọ hung (Scarabaeidae).